# کهلانواله
کهلانواله (به انگلیسی: Khaglan Wala) یک روستا در پاکستان است که در ناحیه میانوالی واقع شده‌است.